# بيانكا سييرا
بيانكا سييرا (بالإنجليزية: Bianca Sierra) (25 يونيو 1992 في الولايات المتحدة - ) هي لاعبة كرة قدم أمريكية في مركز قلب الدفاع. شاركت مع منتخب المكسيك تحت 20 سنة للسيدات لكرة القدم ‏ ومنتخب المكسيك لكرة القدم للسيدات. أما مع النوادي، فقد لعبت مع بوسطن بريكرز وواشنطن سبيريت وArna-Bjørnar ‏.

## وصلات خارجية
- بيانكا سييرا على موقع الاتحاد الدولي (مؤرشف)  (الإنجليزية)
- بيانكا سييرا على موقع الاتحاد الأوربي (الإنجليزية)
- بيانكا سييرا على موقع اتحاد النرويج (النرويجية)
- بيانكا سييرا على موقع بطولة كرة القدم المكسيكية للسيدات (الإسبانية)
- بيانكا سييرا على موقع قاعدة بيانات كرة القدم.إي يو (الإنجليزية)
- بيانكا سييرا على موقع Soccerway.com (الإنجليزية)